# Cự Phương
Thiền sư Cự Phương (巨方; 647-717) là đệ tử nối pháp của Thiền sư Thần Tú thuộc Thiền Bắc Tông.

## Hành trạng
Sư là người An Lục, họ Tào. Lúc bé học cùng thiền sư Lăng tại viện Minh Phúc. Ban đầu giảng kinh luận sau lại tham Thiền hội.
Sau đến tham vấn với Thần Tú, sư được khế hợp tông chỉ Phật,
| “ | Lúc ra mắt, Bắc Tông Thần Tú hỏi: - Chỗ mây trắng tan như thế nào ? Sư đáp: - Không mờ. Tú lại hỏi: - Đến chỗ đó lát sau thì thế nào ? Sư đáp: - Chính thấy "Một cành sinh năm cánh". | ” |

Thần Tú thầm thừa nhận sự tu tập của sư, sư được vào thất theo hầu Thần Tú, đối ứng thảy đều hợp. Sau đó sư đến trụ tại Hàn Lĩnh, Thượng Đãn.
Sư là người có đức hạnh và công phu tu tập nên cảm ứng được nhiều đồ chúng đến tu tập.Chỉ vài năm mà người học đông đến hằng ngàn.
Sư hoằng pháp tại Núi Ngũ Đài hơn hai mươi năm thì viên tịch, thọ 81 tuổi.
Ngày mùng 3 tháng 9 năm Đường Khai Nguyên thứ 15, nhục thân của sư được chúng đệ tử nhập tháp.